# Warszawska szkoła historii idei
Warszawska szkoła historyków idei – polska szkoła naukowa nurtu badawczego rozwiniętego w latach 50. XX wieku w kręgu niektórych historyków, filozofów i socjologów związanych ze środowiskiem warszawskim.

## Historia
Badacze warszawskiej szkoły historii idei instytucjonalnie byli związani z Instytutem Filozofii i Socjologii PAN oraz z Uniwersytetem Warszawskim. Organem szkoły było pismo „Archiwum Historii Filozofii i Myśli Społecznej”. Za ojca duchowego szkoły uważany jest Tadeusz Kroński (1907-1958), pracujący w Zakładzie Historii Filozofii Nowożytnej UW. Właściwymi fundatorami szkoły byli Leszek Kołakowski, ówczesny kierownik Katedry Historii Filozofii Nowożytnej UW oraz Bronisław Baczko, ówczesny kierownik Zakładu Nowożytnej Filozofii i Myśli Społecznej Uczestnikami prowadzonych w PAN regularnych seminariów byli m.in. Nina Assorodobraj-Kula, Henryk Hinz, Krzysztof Pomian, Jerzy Szacki, Andrzej Walicki. Do młodszego pokolenia seminarzystów należeli m.in. Adam Sikora, Jan Garewicz, Ryszard Panasiuk i Zbigniew Kuderowicz. Przedstawiciele szkoły podjęli dyskusję z europejską tradycją filozoficzną i humanistyczną. Każdy z jej członków opracowywał zupełnie oryginalny projekt intelektualny badając idee filozoficzne, polityczne czy społeczne w danym kontekście historycznym. Metody stosowane przez członków szkoły były zróżnicowane. Ciągłość ich badań została przerwana przez wydarzenia marca 1968 roku, kiedy część członków szkoły została pozbawiona katedr i zmuszona do emigracji.

## Główni przedstawiciele
- Bronisław Baczko (1924–2016)
- Jan Garewicz (1921–2002)
- Henryk Hinz (1929–1992)
- Leszek Kołakowski (1927–2009)
- Tadeusz Kroński (1907–1958)
- Zbigniew Kuderowicz (1931–2015)
- Tadeusz Mrówczyński (1930–2011)
- Zbigniew Ogonowski (1924–2018)
- Ryszard Panasiuk (ur. 1931)
- Krzysztof Pomian (ur. 1934)
- Adam Sikora (1927–2011)
- Barbara Skarga (1919–2009)
- Jerzy Szacki (1929–2016)
- Andrzej Walicki (1930–2020)

### Seria Archiwum Warszawskiej Szkoły Historii Idei. Studia
- Andrzej Waśkiewicz, Paradoksy idei reprezentacji politycznej, Warszawa: Wydawnictwo Naukowe Scholar 2012.
- Paweł Marczewski, Uczynić wolność nieuchronną: wątki republikańskie w myśli Alexisa de Tocqueville’a, Warszawa: Wydawnictwo Instytutu Filozofii i Socjologii PAN 2012.
- Wokół dorobku warszawskiej szkoły historii idei, pod red. Andrzeja Kołakowskiego, Warszawa: Wydawnictwo Instytutu Filozofii i Socjologii PAN 2013.
- Warszawska szkoła historii idei: tożsamość, tradycja, obecność, pod red. Pawła Grada, Warszawa: Wydawnictwo Instytutu Filozofii i Socjologii PAN 2014.
- Wiesław Chudoba, Leszek Kołakowski - kronika życia i dzieła, Warszawa: Wydawnictwo Instytutu Filozofii i Socjologii PAN 2014.
- Myśl Barbary Skargi: droga osobna, pod red. Jacka Migasińskiego i Magdaleny Środy, Warszawa: Wydawnictwo Instytutu Filozofii i Socjologii PAN 2015.
- Szymon Wróbel, Filozof i terytorium: polityka idei w myśli Leszka Kołakowskiego, Bronisława Baczki, Krzysztofa Pomiana i Marka J. Siemka, Warszawa: Wydawnictwo Instytutu Filozofii i Socjologii PAN 2016.

### Seria Archiwum Warszawskiej Szkoły Historii Idei. Źródła
- Jerzy Szacki, Kontrrewolucyjne paradoksy: wizje świata francuskich antagonistów Wielkiej Rewolucji 1789-1815, wyd. 2, Warszawa: Wydawnictwo Instytutu Filozofii i Socjologii PAN - Wydawnictwo Naukowe PWN 2012.
- Tadeusz Kroński, Faszyzm a tradycja europejska, przedmowa, wybór i oprac. Andrzej Kołakowski, Warszawa: Wydawnictwo Instytutu Filozofii i Socjologii PAN 2014.
- Hanna Buczyńska-Garewicz, Jan Garewicz, Listy: Warszawa, Paryż, Boston, t. 1-2, do druku podała Hanna Buczyńska-Garewicz, Warszawa: Wydawnictwo Instytutu Filozofii i Socjologii PAN 2015.
- Bronisław Baczko, Światła utopii, przeł. Wiktor Dłuski, posłowiem posł. opatrzył Jerzy Szacki, Warszawa: Wydawnictwo Instytutu Filozofii i Socjologii PAN 2016.